# 中國導盲犬大連培訓基地
38°48′27″N 121°18′41″E / 38.80741°N 121.31150°E
中國導盲犬大連培訓基地是中國大陸首家導盲犬培訓機構，2006年5月15日經中國殘疾人聯合會批准正式成立，由大连医科大学和大連市殘疾人聯合會共同组建，地址就設在遼寧省大連市旅顺口区的大连医科大学之內。其創辦人王靖宇為大连医科大学实验动物中心主任，被譽為「中國導盲犬之父」。該基地為公益性質，不參與商業活動。目前中國現有的導盲犬幾乎皆來自中國導盲犬大連培訓基地。2019年，成為國際導盲犬聯盟成員。
面對中國數量眾多的視障人士，中國導盲犬大連培訓基地遠遠供不應求，每年僅有大約20隻的導盲犬能成功畢業，淘汰率最高達60%，但卻有上千人來申請使用導盲犬。
此外，由於培訓導盲犬成本極高，使屬於公益性質的培訓基地每年處於虧損狀態，主要依靠民間捐款和政府補助來維持，自2010年起，大連市政府每年承擔起基地一半運營費用。

## 相關事件
2016年2月，一位北京盲人按摩師的導盲犬被人搶走（後又歸還於原主），引起媒體廣泛關注，該隻導盲犬「喬喬」即是畢業於中國導盲犬大連培訓基地的。

## 榮譽
- 2010年5月，獲中共大連市委、大連市人民政府授予「扶残助残先进集体」稱號[19]。
- 2010年12月，獲「中国2010上海世博会生命阳光突出贡献奖」[20]。

## 外部連結
- 中國導盲犬大連培訓基地官網
- 中國導盲犬大連培訓基地的新浪微博